# Enej
Enej – polsko-ukraiński zespół muzyczny wykonujący muzykę z pogranicza folku, rocka, ska, punku i szeroko pojętej alternatywy ukraińskiej, założony w 2002 roku w Olsztynie, przez braci Piotra i Pawła Sołoduchów oraz ich przyjaciela Łukasza Kojrysa, pełniącego funkcję menadżera zespołu. Enej, ze względu na korzenie części składu zespołu, czerpie inspiracje z kultury ukraińskiej. Nazwa zespołu, budząca początkowo kontrowersje, pochodzi od imienia Eneja – głównego bohatera Eneidy Iwana Kotlarewskiego – ukraińskiej trawestacji utworu Wergiliusza.

## Historia

### Początki
Enej powstał w 2002 w Olsztynie. Początkowe fascynacje zespołu związane były z kulturą ukraińską. Wynikało to z faktu, że część członków ma ukraińskie korzenie. Z zainteresowaniem kulturą ukraińską związana jest nazwa zespołu, która pochodzi od imienia głównego bohatera poematu Iwana Kotlarewskiego Eneida, Eneja, wesołego kozaka podróżującego po świecie, którego losy są podobne do losów Eneasza. Właściwą działalność zespół rozpoczął w 2005 roku. Od tego czasu zaczęła się intensywna praca nad stylistyką, czemu służyło poszukiwanie nowych instrumentów i nowego brzmienia.
W 2006 Enej z powodzeniem wziął udział w konkursie festiwalu Union of Rock Węgorzewo 2006. Występ został zauważony i doceniony przez dziennikarzy, którzy swoje uznanie wyrazili nagrodą przyznaną dla olsztyńskiej formacji. W tym samym roku zespół dwukrotnie otrzymał nagrodę publiczności na festiwalu Fiesta Borealis w Olecku oraz na festiwalu Kierunek Olsztyn.

### 2007–2008:Ulice
W 2007 Enej nagrał oficjalny hymn juwenaliów olsztyńskich Kortowiady do słów Bartłomieja Kroma, ówczesnego członka prezydium Rady Uczelnianej Samorządu Studenckiego Uniwersytetu Warmińsko-Mazurskiego w Olsztynie. W tym, na zaproszenie Mariusza Kwasa (wiceprezesa Stowarzyszenia Kulturalno-Artystycznego „Kierunek Olsztyn” w Olsztynie) zespół był gospodarzem drugiej edycji Festiwalu Rockowego „Kierunek Olsztyn” zorganizowanej w Olsztynie w dniach 27–28 lipca 2007. 20 października 2008 ukazał się utwór „Ulice” promujący debiutancki album o tej samej nazwie.
17 listopada 2008 zespół wydał swoją debiutancką płytę zatytułowaną Ulice, której wydawcą jest Polskie Radio Olsztyn oraz Lou & Rocked Boys. 10 marca 2009 Enej wydał drugi utwór „Komu”.

### 2010–2011:FolkorabeliMust Be the Music. Tylko muzyka
W 2010 zespół dostał się do półfinałowej grupy na koncert festiwalu Przystanek Woodstock. 12 listopada tego samego roku ukazała się druga płyta formacji zatytułowana Folkorabel, która uzyskała status złotej płyty. Nagranie materiału na płytę sfinansowała zaprzyjaźniona od 2006 z zespołem Fundacja Inicjatyw Społecznych z Olsztyna, pisząc wniosek o dotację i uzyskując na ten cel dofinansowanie z Urzędu Miasta Olsztyna w ramach projektu „Olsztyńska Machina Twórczości”.
W 2011 zespół wystąpił w programie Must Be the Music. Tylko muzyka i dostał się do finału, w którym zajął pierwsze miejsce, pokonawszy Conrada Yaneza oraz Tomasza Dolskiego. Utwór „Radio Hello” zyskał dużą popularność zarówno w polskich, jak i w ukraińskich rozgłośniach radiowych. Z kolei 30 czerwca zespół wystąpił na Heineken Open’er Music Festival.

### 2012–2014:Folkhorod
W marcu 2012 formacja wydała kolejny singel – „Skrzydlate ręce”, który podbił wiele list przebojów. Dzięki temu utworowi zdobyli wiele prestiżowych nagród na festiwalach i galach muzycznych, tj. „Superpremiery” oraz Eska Music Awards 2012 („Piosenka roku”), piosenka została okrzyknięta „Przebojem roku” według Radia Zet. 18 października odbyła się premiera singla „Tak smakuje życie”, który również okazał się wielkim hitem. 16 listopada 2012 został wydany przez wytwórnię płytową Lou Rocked Boys trzeci album studyjny grupy zatytułowany Folkhorod, który uzyskał status platynowej płyty.
3 lutego 2013 na antenie radia RMF FM odbyła się premiera trzeciego singla z albumu – „Lili”. Latem tego samego roku Enej wystąpił na licznych festiwalach. Na TOPtrendy 2013 zespół wygrał konkurs „Największe Przeboje Roku 2012” z piosenką „Tak smakuje życie”, tym samym pokonując m.in. Ewelinę Lisowską, Julę oraz Rafała Brzozowskiego. 15 czerwca Enej wystąpił na 50. Krajowym Festiwalu Piosenki Polskiej w Opolu w konkursie Superjedynki, gdzie wygrali tytuł – „Superprzebój” z piosenką „Skrzydlate ręce”, ponadto zajęli II miejsce w kategorii „Superzespół”, przegrywając tylko z formacją Pectus.
1 sierpnia rozpoczął się Przystanek Woodstock, na którym formacja zagrała po raz trzeci w swojej karierze.
3 sierpnia odbyła się gala wręczenia nagród Eska Music Awards 2013. Enej zdobył statuetkę w kategorii „Najlepszy zespół”, ponadto był również nominowany w kategorii „Najlepsza piosenka” – „Tak smakuje życie” oraz „Najlepsza płyta” – Folkhorod. 24 sierpnia 2013 w sopockiej Operze Leśnej podczas Konkursu – Sopot Festival 2013 zespół rozpoczął koncert – „5 lat z Muzodajnią. Największe Przeboje Lata”, grając swój minirecital. Podczas koncertu Lata Zet i Dwójki 25 sierpnia 2013 w Uniejowie, grupa wykonała utwory „Symetryczno-liryczna” oraz „Skrzydlate ręce”, dzięki któremu zdobyła nagrodę za najlepszy występ.
29 listopada 2013 Grzegorz Łapiński na portalu Facebook poinformował o zakończeniu swojej współpracy z zespołem. Zastąpił go Damian Pińkowski. 22 stycznia 2014 wytwórnia Lou&Rocked Boys opublikowała w serwisie Youtube utwór „Brat za brata”, będący owocem współpracy Enej z zespołami Kozak System i Maleo Reggae Rockers, powstały w celu pokazania „solidarności z walczącym o wolność i demokrację społeczeństwem ukraińskim”, zgromadzonym na Placu Niepodległości w Kijowie. Jest to polska wersja powstałej w 2012 piosenki zespołu Kozak System, a autorami nowego tekstu są Enej i Maleo Reggae Rockers.

### Od 2015:Paparanoja
W lipcu zespół nagrał razem z Donatanem i Cleo utwór „Brać”, który promował album studyjny duetu zatytułowany Hiper/Chimera. 9 listopada 2014 w programie Must Be the Music. Tylko muzyka odbyła się premiera nowego singla „Zbudujemy dom”, który zapowiadał nową płytę Enej. Album zatytułowany Paparanoja ukazał się w lutym 2015. Promującym utworem była piosenka „Nie chcę spać”, która została przyjęta z wielkim entuzjazmem. 1 czerwca ukazał się kolejny singel promujący krążek – „Kamień z napisem Love”. 27 października, po przekroczeniu trzech milionów wyświetleń teledysku do piosenki, zespół wydał nowy singel – „Dzisiaj będę ja”. 6 listopada 2017 ukazał się kolejny singiel zespołu, „Zagubiony”. W 2018 zespół koncertował podczas 25 Rzeszowskich Juwenaliów. 2 stycznia 2019 gitarzysta Jacek „Jaca” Grygorowicz poinformował o odejściu z grupy. Zastąpił go gitarzysta Piotr „Pancur” Pankowski. 10 stycznia 2019 formacja wydała nowy utwór „Idealny sen”.

## Muzycy
| Obecny skład zespołu - Piotr „Lolek” Sołoducha – śpiew, akordeon - Mirosław „Mynio” Ortyński – gitara basowa, śpiew - Paweł „Bolek” Sołoducha – instrumenty perkusyjne - Jakub „Czaplay” Czaplejewicz – puzon - Łukasz „Długi” Przyborowski – trąbka - Damian „Pinki” Pińkowski – saksofon, klarnet - Kornel Kondrak – perkusja - Piotr „Pancur” Pankowski – gitara elektryczna akustyczna - Michał Kolodziejek | Byli członkowie zespołu - Grzegorz „Łapa” Łapiński – saksofon, klarnet - Marcin Mach – gitara elektryczna - Maciej Chabowski – klarnet - Bartłomiej Bąk – trąbka - Bartosz Zieliński – perkusja - Piotr Żarnoch – puzon - Michał Kowalski – instrumenty klawiszowe - Aleksander Ostrowski – śpiew, bębny - Wojciech Morelowski – trąbka - Jacek „Jaca” Grygorowicz – gitara elektryczna, gitara akustyczna |

## Dyskografia

### Albumy studyjne
| Rok  | Album                                                                    | Pozycja na liście | Certyfikat                |
| Rok  | Album                                                                    | POL               | Certyfikat                |
| ---- | ------------------------------------------------------------------------ | ----------------- | ------------------------- |
| 2008 | Ulice - Data: 17 listopada 2008 - Wydawca: Lou & Rocked Boys             | 21                |                           |
| 2010 | Folkorabel - Data: 15 listopada 2010 - Wydawca: Lou & Rocked Boys        | 15                | - POL: złota płyta        |
| 2012 | Folkhorod - Data: 16 listopada 2012 - Wydawca: Lou & Rocked Boys         | 2                 | - POL: 3× platynowa płyta |
| 2015 | Paparanoja - Data: 12 lutego 2015 - Wydawca: Lou & Rocked Boys           | 1                 | - POL: platynowa płyta    |
| 2018 | Kolędy pod wspólnym niebem - Data: 23 listopada 2018 - Wydawca: My Music | 8                 |                           |
| 2020 | A skiela wy? - Data: 26 czerwca 2020 - Wydawca: My Music                 | 9                 |                           |
| 2022 | Kolędy z pierwszą gwiazdą - Data: 2 grudnia 2022 - Wydawca: My Music     | 23                |                           |
| 2024 | Vesna - Data: 1 marca 2024 - Wydawca: Universal Music Polska             | 6                 |                           |

### Albumy kompilacyjne
| Rok  | Tytuł                                               | Pozycja na liście |
| Rok  | Tytuł                                               | POL               |
| ---- | --------------------------------------------------- | ----------------- |
| 2021 | Idealny sen - Data: 7 maja 2021 - Wydawca: My Music | 11                |

### Albumy koncertowe
| Rok  | Tytuł                                                                          |
| ---- | ------------------------------------------------------------------------------ |
| 2011 | Enej – Przystanek Woodstock 2011 - Data: 6 grudnia 2011 - Wydawca: Złoty Melon |

### Single
| Rok       | Tytuł                                                     | Pozycja na liście | Pozycja na liście | Pozycja na liście | Pozycja na liście | Pozycja na liście | Pozycja na liście | Pozycja na liście | Pozycja na liście | Pozycja na liście | Certyfikat             | Album                     |
| Rok       | Tytuł                                                     | POL               | RMF               | Eska              | Maxxx             | PiK               | WiR               | Zet               | PRO               | SLiP              | Certyfikat             | Album                     |
| --------- | --------------------------------------------------------- | ----------------- | ----------------- | ----------------- | ----------------- | ----------------- | ----------------- | ----------------- | ----------------- | ----------------- | ---------------------- | ------------------------- |
| 2011      | „Radio Hello”                                             | –                 | 1                 | 1                 | 1                 | 1                 | 1                 | 1                 | 1                 | 1                 |                        | Folkorabel                |
| 2012      | „Skrzydlate ręce”                                         | –                 | 1                 | 1                 | 1                 | 1                 | 1                 | 1                 | 1                 | 10                |                        | Folkhorod                 |
| 2012      | „Tak smakuje życie”                                       | –                 | 1                 | 1                 | 1                 | 2                 | 1                 | 1                 | 2                 | 43                |                        | Folkhorod                 |
| 2013      | „Lili”                                                    | 1                 | 1                 | 1                 | 3                 | 1                 | 2                 | 2                 | 2                 | 18                |                        | Folkhorod                 |
| 2013      | „Symetryczno-liryczna”                                    | 3                 | 1                 | 1                 | 3                 | 1                 | 1                 | 1                 | 2                 | 5                 |                        | Folkhorod                 |
| 2014      | „Zbudujemy dom”                                           | 3                 | 1                 | 1                 | –                 | 7                 | 13                | 2                 | 7                 | 27                |                        | Paparanoja                |
| 2015      | „Nie chcę spać”                                           | 12                | 1                 | –                 | –                 | 12                | 11                | 9                 | 8                 | 26                |                        | Paparanoja                |
| 2015      | „Kamień z napisem Love”                                   | 7                 | 1                 | 4                 | 2                 | 8                 | –                 | –                 | –                 | 10                | - POL: platynowa płyta | Paparanoja                |
| 2015      | „Dzisiaj będę ja”                                         | 41                | –                 | –                 | –                 | 28                | –                 | –                 | –                 | 44                |                        | Paparanoja                |
| 2016      | „Może będzie lepiej”                                      | 16                | 1                 | –                 | –                 | 21                | –                 | –                 | –                 | 42                |                        | Paparanoja                |
| 2017      | „Zagubiony”                                               | 13                | 1                 | –                 | –                 | 12                | –                 | –                 | –                 | 13                | - POL: platynowa płyta | Idealny sen               |
| 2019      | „Idealny sen”                                             | 15                | 3                 | –                 | 9                 | 27                | 5                 | –                 | 9                 | 36                |                        | Idealny sen               |
| 2020      | „Ostatni raz”                                             | 2                 | 1                 | 22                | –                 | 15                | 4                 | –                 | 11                | 37                | - POL: złota płyta     | Idealny sen               |
| 2020      | „Kare konie” (oraz Zazula)                                | –                 | –                 | –                 | –                 | –                 | –                 | –                 | –                 | –                 |                        | A skiela wy?              |
| 2020      | „A u Jawora”                                              | –                 | –                 | –                 | –                 | –                 | –                 | –                 | –                 | –                 |                        | A skiela wy?              |
| 2020      | „W moim ogródeczku”                                       | –                 | –                 | –                 | –                 | –                 | –                 | –                 | –                 | –                 |                        | A skiela wy?              |
| 2020      | „Grozi nam cud”                                           | 19                | 3                 | –                 | –                 | 27                | –                 | 8                 | –                 | –                 |                        | Idealny sen               |
| 2020      | „Tryumfy Króla Niebieskiego”                              | –                 | –                 | –                 | –                 | –                 | –                 | –                 | –                 | –                 |                        | Kolędy z pierwszą gwiazdą |
| 2021      | „Samoloty”                                                | –                 | –                 | –                 | –                 | 49                | –                 | –                 | –                 | –                 |                        | Idealny sen               |
| 2021      | „Biegnę” (oraz Matheo)                                    | –                 | –                 | –                 | –                 | –                 | –                 | –                 | –                 | –                 |                        | Idealny sen               |
| 2021      | „Bracia patrzcie jeno”                                    | –                 | –                 | –                 | –                 | –                 | –                 | –                 | –                 | –                 |                        | Kolędy z pierwszą gwiazdą |
| 2022      | „Noce i dnie”                                             | 27                | –                 | –                 | –                 | –                 | –                 | –                 | –                 | –                 |                        | –                         |
| 2022      | „Jedna z chwil”                                           | 58                | –                 | –                 | –                 | –                 | –                 | –                 | –                 | –                 |                        | Kolędy z pierwszą gwiazdą |
| 2023      | „Magnes”                                                  | –                 | –                 | –                 | –                 | –                 | –                 | –                 | –                 | –                 |                        | Vesna                     |
| 2023      | „Nowy moment”                                             | –                 | –                 | –                 | –                 | –                 | –                 | –                 | –                 | –                 |                        | Vesna                     |
| 2024      | „Neony”                                                   | –                 | –                 | –                 | –                 | –                 | –                 | –                 | –                 | –                 |                        | Vesna                     |
| 2024      | „Światy dwa”                                              | –                 | –                 | –                 | –                 | –                 | –                 | –                 | –                 | –                 |                        | Vesna                     |
| Gościnnie |                                                           |                   |                   |                   |                   |                   |                   |                   |                   |                   |                        |                           |
| 2014      | „Brać” (Donatan oraz Cleo, gościnnie: Enej)               | –                 | 3                 | 1                 | 15                | –                 | 9                 | 5                 | –                 | 14                |                        | Hiper/Chimera             |
| 2019      | „Wolę ciebie wolność” (Donatan oraz RL9, gościnnie: Enej) | 10                | 1                 | –                 | 14                | –                 | –                 | –                 | 5                 | 31                |                        | Stamina                   |

### Inne notowane utwory
| Rok                            | Tytuł         | Pozycja na liście | Pozycja na liście | Pozycja na liście | Album      |
| Rok                            | Tytuł         | PiK               | PRO               | SLiP              | Album      |
| ------------------------------ | ------------- | ----------------- | ----------------- | ----------------- | ---------- |
| 2008                           | „Ulice”       | 5                 | 10                | –                 | Ulice      |
| 2009                           | „Komu”        | 7                 | 1                 | –                 | Ulice      |
| 2011                           | „Państwo B”   | –                 | 1                 | –                 | Folkorabel |
| 2011                           | „Pan Babilon” | –                 | 1                 | –                 | Folkorabel |
| 2011                           | „Rahela”      | –                 | –                 | 30                | Folkorabel |
| „–” pozycja nie była notowana. |               |                   |                   |                   |            |

## Nagrody i nominacje
| Rok  | Nagroda                         | Kategoria                                                  | Rezultat    |
| ---- | ------------------------------- | ---------------------------------------------------------- | ----------- |
| 2006 | Union of Rock Węgorzewo 2006    | Nagroda dziennikarzy                                       | Wygrana     |
| 2006 | Festiwal Fiesta Borealis        | Nagroda publiczności                                       | Wygrana     |
| 2006 | Festiwal Kierunek Olsztyn       | Nagroda publiczności                                       | Wygrana     |
| 2011 | Must Be the Music. Tylko muzyka | I edycja                                                   | Wygrana     |
| 2011 | Przystanek Woodstock            | Złoty Bączek                                               | Wygrana     |
| 2011 | Plebiscyt RMF FM                | Przebój Lata 2011 – Radio Hello                            | Wygrana     |
| 2011 | Plebiscyt RMF FM                | Przebój Roku 2011 – Radio Hello                            | V miejsce   |
| 2012 | Wiktory 2011                    | Największe Odkrycie Telewizyjne                            | Nominacja   |
| 2012 | TOPtrendy 2012                  | Przebój Wiosny 2012 Poplisty RMF FM – Skrzydlate ręce      | Wygrana     |
| 2012 | Superjedynki 2012               | Superpremiery – Skrzydlate ręce                            | Wygrana     |
| 2012 | Superjedynki 2012               | Internetowa SuperPremiera iTVP-HD i Onet – Skrzydlate ręce | Wygrana     |
| 2012 | Eska Music Awards 2012          | Zespół roku                                                | Wygrana     |
| 2012 | Eska Music Awards 2012          | Piosenka roku – Skrzydlate ręce                            | Wygrana     |
| 2012 | Plebiscyt RMF FM                | Przebój Lata 2012 – Skrzydlate ręce                        | Wygrana     |
| 2012 | Plebiscyt RMF FM                | Przebój Roku 2012 – Skrzydlate ręce                        | II miejsce  |
| 2012 | Plebiscyt RMF FM                | Przebój Roku 2012 – Tak smakuje życie                      | V miejsce   |
| 2012 | Plebiscyt Radia Zet             | Przebój Roku 2012 – Skrzydlate ręce                        | Wygrana     |
| 2012 | Plebiscyt Radia Zet             | Przebój Roku 2012 – Tak smakuje życie                      | X miejsce   |
| 2013 | TOPtrendy 2013                  | Największe Przeboje Roku 2012 – Tak smakuje życie          | Wygrana     |
| 2013 | Superjedynki 2013               | Superprzebój – Skrzydlate ręce                             | Wygrana     |
| 2013 | Superjedynki 2013               | Superzespół                                                | II miejsce  |
| 2013 | Eska Music Awards 2013          | Najlepszy zespół                                           | Wygrana     |
| 2013 | Eska Music Awards 2013          | Najlepszy hit – Tak smakuje życie                          | Nominacja   |
| 2013 | Eska Music Awards 2013          | Najlepszy album – Folkhorod                                | Nominacja   |
| 2013 | Lato Zet i Dwójki 2013          | Najlepszy występ – Skrzydlate ręce                         | Wygrana     |
| 2013 | Plebiscyt RMF FM                | Przebój Lata 2013 – Symetryczno-liryczna                   | Wygrana     |
| 2013 | Plebiscyt RMF FM                | Przebój Roku 2013 – Symetryczno-liryczna                   | II miejsce  |
| 2013 | Plebiscyt RMF FM                | Przebój Roku 2013 – Lili                                   | XXX miejsce |
| 2013 | Plebiscyt Radia Zet             | Zespół Roku 2013                                           | Wygrana     |
| 2013 | Plebiscyt Radia Zet             | Przebój Roku 2013 – Symetryczno-liryczna                   | II miejsce  |
| 2014 | TOPtrendy 2014                  | Najlepiej sprzedająca się płyta 2013 roku – Folkhorod      | II miejsce  |
| 2014 | Plebiscyt RMF FM                | Przebój Roku 2014 – Zbudujemy dom                          | VI miejsce  |
| 2015 | Plebiscyt RMF FM                | Artysta 25-lecia                                           | IX miejsce  |
| 2016 | Eska Music Awards 2016          | Najlepszy zespół                                           | Nominacja   |

## Kontrowersje wokół nazwy zespołu
W lipcu 2013 pojawiły się pogłoski dotyczące nazwy zespołu, jakoby nawiązywała do pseudonimu pułkownika Ukraińskiej Powstańczej Armii, Petra Olijnyka, który w 1943 kierował mordami ludności polskiej na Wołyniu i według wspomnień świadków był znany z bezwzględności i okrucieństwa. Zespół natychmiastowo wystosował odpowiednie oświadczenie, w którym zaprzeczył doniesieniom, potwierdzając jednocześnie, że nazwa formacji pochodzi od imienia głównego bohatera Eneidy Iwana Kotlarewskiego.